# Molibdeno
El molibdeno es un elemento químico de número atómico 42 que se encuentra en el grupo 6 de la tabla periódica de los elementos y se simboliza como Mo.
El molibdeno es un metal esencial desde el punto de vista biológico y se utiliza sobre todo en aceros aleados.
Es un metal plateado; tiene el sexto punto de fusión más alto entre los elementos. El molibdeno no se encuentra como metal libre en la naturaleza, sino en varios estados de oxidación en los minerales. Industrialmente, los compuestos de molibdeno se emplean en aplicaciones de alta presión y alta temperatura, como pigmentos y catalizadores.
La mayoría de los compuestos de molibdeno tienen baja solubilidad en agua, pero el ion de molibdato MoO4-2 es soluble y se forma cuando los minerales que contienen molibdeno están en contacto con el oxígeno y el agua. Algunas teorías recientes sugieren que la liberación de oxígeno era importante en la eliminación de molibdeno de un mineral en una forma soluble en los océanos primitivos, donde se utiliza como catalizador de los organismos unicelulares. Esta secuencia puede haber sido importante en la historia de la vida, porque las enzimas que contienen molibdeno se convirtieron en los catalizadores más importantes utilizados por algunas bacterias para descomponer en átomos las moléculas de nitrógeno. Esto, a su vez permitió al nitrógeno impulsar biológicamente la fertilización de los océanos, y por lo tanto el desarrollo de organismos más complejos.
Al menos 50 enzimas que contienen molibdeno son conocidas en bacterias y animales, aunque solo las enzimas de bacterias y cianobacterias están involucradas en la fijación de nitrógeno. Debido a las diversas funciones del resto de las enzimas, el molibdeno es un elemento necesario para la vida en organismos superiores, aunque no en todas las bacterias.

## Características principales

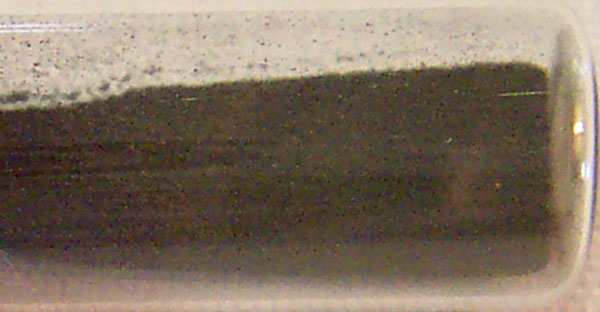
Muestra de molibdeno en polvo.

### Propiedades físicas
El molibdeno es un metal de transición. Este metal puro es de color blanco plateado y muy duro; además, tiene uno de los puntos de fusión más altos de entre todos los elementos. En pequeñas cantidades, se emplea en distintas aleaciones de acero para endurecerlo o hacerlo más resistente a la corrosión. Por otra parte, el molibdeno es el único metal de la segunda serie de transición al que se le ha reconocido su esencialidad desde el punto de vista biológico; se encuentra en algunas enzimas con distintas funciones, concretamente en oxotransferasas (función de transferencia de electrones), como la xantina oxidasa, y en nitrogenasas (función de fijación de nitrógeno molecular). Es uno de los pocos metales que resisten adecuadamente el ácido clorhídrico, siendo el tántalo el más fuerte ante este medio corrosivo en específico. La adición de cantidades mínimas del metal afectan a la resistencia a las soluciones clorhídricas que normalmente afectan a los aceros (incluso a los inoxidables). A veces con un porcentaje mínimo de 2 % de Mo en masa, los aceros adquieren la resistencia necesaria para operar en ambientes marinos. El aumento del molibdeno en los aceros inoxidables aumenta su tenacidad y sobre todo su resistencia al ataque de los compuestos de cloro. 
En su forma pura, como metal blanco plateado es el molibdeno con una dureza de Mohs de 5,5. Tiene un punto de fusión de 2623 °C. De los elementos naturales, solo el tántalo, el osmio, el renio, el wolframio y el carbono tienen puntos de fusión más alto. El molibdeno solo se oxida rápidamente a temperaturas superiores a 600 °C (débil oxidación comienza a 300 °C). Su coeficiente de dilatación es uno de los más bajos entre los metales utilizados comercialmente. Su resistencia a tracción hace que los cables de molibdeno aumenten de 10 a 30 GPa cuando disminuye su diámetro de 50-100 nm a 10 nm.

### Propiedades químicas
| Estados de oxidación del molibdeno. | Estados de oxidación del molibdeno. |
| ----------------------------------- | ----------------------------------- |
| −2                                  | Na2[Mo2(CO)10]                      |
| 0                                   | Mo(CO)6                             |
| +1                                  | Na[C6H6Mo]                          |
| +2                                  | MoCl2                               |
| +3                                  | Na3[Mo(CN)]6                        |
| +4                                  | MoS2                                |
| +5                                  | MoCl5                               |
| +6                                  | MoF6                                |

El molibdeno es un metal de transición con una electronegatividad de 1,8 en la escala de Pauling y una masa atómica de 95,94 g/mol. No reacciona con oxígeno o agua a temperatura ambiente. A temperaturas elevadas, se forma el óxido de molibdeno (VI):
2 Mo + 3 O2 → 2 MoO3
El molibdeno tiene varios estados de oxidación (ver tabla). Un ejemplo es la inestabilidad del molibdeno (III) y del wolframio (III) en comparación con la estabilidad de cromo (III). El estado de oxidación es más común en el molibdeno (VI) (MoO3) mientras que el compuesto de óxido de azufre normal es el disulfuro de molibdeno (MoS2).
El óxido de molibdeno (VI) es soluble en bases y contribuye en la formación de molibdatos (MoO42−). Los molibdatos son menos oxidantes que los cromatos, pero muestran una tendencia similar cuando forman oxoaniones complejos por condensación en los valores de pH más bajos, como [Mo7O24]6− y [Mo8O26]4−. Los polimolibdatos pueden incorporar otros iones en su estructura, formando polioxometalatos. El fósforo que contiene heteropolimolibdato P[Mo12O40]3− se utiliza para la detección de espectroscopia en el fósforo. La amplia gama de estados de oxidación del molibdeno se refleja en diversos cloruros de molibdeno:
- Cloruro de molibdeno (II) MoCl2 (sólido de color amarillo)
- Cloruro de molibdeno (III) MoCl3 (sólido de color rojo oscuro)
- Cloruro de molibdeno (IV) MoCl4 (sólido de color negro)
- Cloruro de molibdeno (V) MoCl5 (sólido de color verde oscuro)
- Cloruro de molibdeno (VI) MoCl6 (sólido de color marrón)

La estructura del MoCl2 se compone de Mo6Cl84+ se compone de cuatro iones de cloruro que tienden a compensar la carga eléctrica.
Como el cromo y algunos otros metales de transición, el molibdeno es capaz de formar enlaces cuádruples, como en Mo2(CH3COO)4. Este compuesto se puede transformar en Mo2Cl84− que también tiene un enlace cuádruple.
El estado de oxidación 0 es posible con el monóxido de carbono como ligando, como en el molibdeno hexacarbonilo, Mo(CO)6.

## Aplicaciones
- Aproximadamente las dos terceras partes del molibdeno consumido se emplean en aleaciones. El uso del molibdeno se remonta a la Primera Guerra Mundial, cuando hubo una fuerte demanda de wolframio, que lo hizo escasear, y se necesitaban aceros muy resistentes.[11][12][1] El molibdeno se utiliza pues en aleaciones de alta resistencia y que soporten temperaturas[13] y corrosiones[14] sumamente altas. Estas aleaciones se usan en la construcción y en piezas de aviones y automóviles.[3][15]
- El molibdeno se usa como catalizador en la industria petrolera. En concreto, es útil para la eliminación de azufre. El molibdeno es un componente importante de los catalizadores de alto rendimiento para la oxidación selectiva de propano,[16] propileno o acroleína en ácido acrílico.[17][18][19][20]
- El 99Mo se emplea en la industria de isótopos nucleares.[21]
- Se emplea en distintos pigmentos (con un color anaranjado), para pinturas, tintes, plásticos y compuestos de caucho.
- El disulfuro de molibdeno (MoS2) es un buen lubricante por sí mismo y brinda propiedades de tolerancia de presiones extremas a los lubricantes al reaccionar con el metal,[22] de manera que se forma una capa cristalina en la superficie de este. Gracias a ello, el contacto metal-metal, destructivo a largo plazo, se reduce al mínimo y se puede emplear a altas temperaturas.[23][12]
- El molibdeno se emplea en determinadas aplicaciones electrónicas, como en las capas de metal conductoras en los transistores TFT (Thin Film Transistor).[3]

## Historia
El molibdeno no se encuentra libre en la naturaleza y los compuestos que se pueden encontrar fueron confundidos con otros compuestos de otros elementos (carbono o plomo) hasta el siglo XVIII. En 1778 Carl Wilhelm Scheele hizo reaccionar el mineral molibdenita (MoS2) con ácido nítrico obteniendo un compuesto con propiedades ácidas al que llamó "acidum molibdenae" (la palabra molibdeno proviene del griego "molybdos" que quiere decir "como el plomo", puesto que era confundido con este elemento). En 1782 Hjelm aisló el metal impuro mediante la reducción del anterior compuesto con carbono. El molibdeno se usó muy poco, y solo dentro del laboratorio, hasta finales del siglo XIX, cuando una empresa lo utilizó como agente aleante y observó las buenas propiedades de estas aleaciones con molibdeno.
Durante mucho tiempo no había un uso industrial para el molibdeno. La compañía francesa Schneider Electric hizo la primera armadura de placas de acero de molibdeno en 1894. Hasta la Primera Guerra Mundial, la mayoría de las fábricas de armaduras también utilizan aleaciones de molibdeno. En la Primera Guerra Mundial, algunos tanques británicos estaban protegidos por 75 mm de planchas de manganeso, pero esto resultó ser ineficaz. Las placas de manganeso fueron sustituidas por 25 mm de planchas de molibdeno. Este cambio permitió más velocidad, y maniobrabilidad. La alta demanda de molibdeno en las guerras mundiales y la fuerte disminución después de la guerra tuvo una gran influencia sobre los precios y la producción de molibdeno.

## Abundancia y obtención

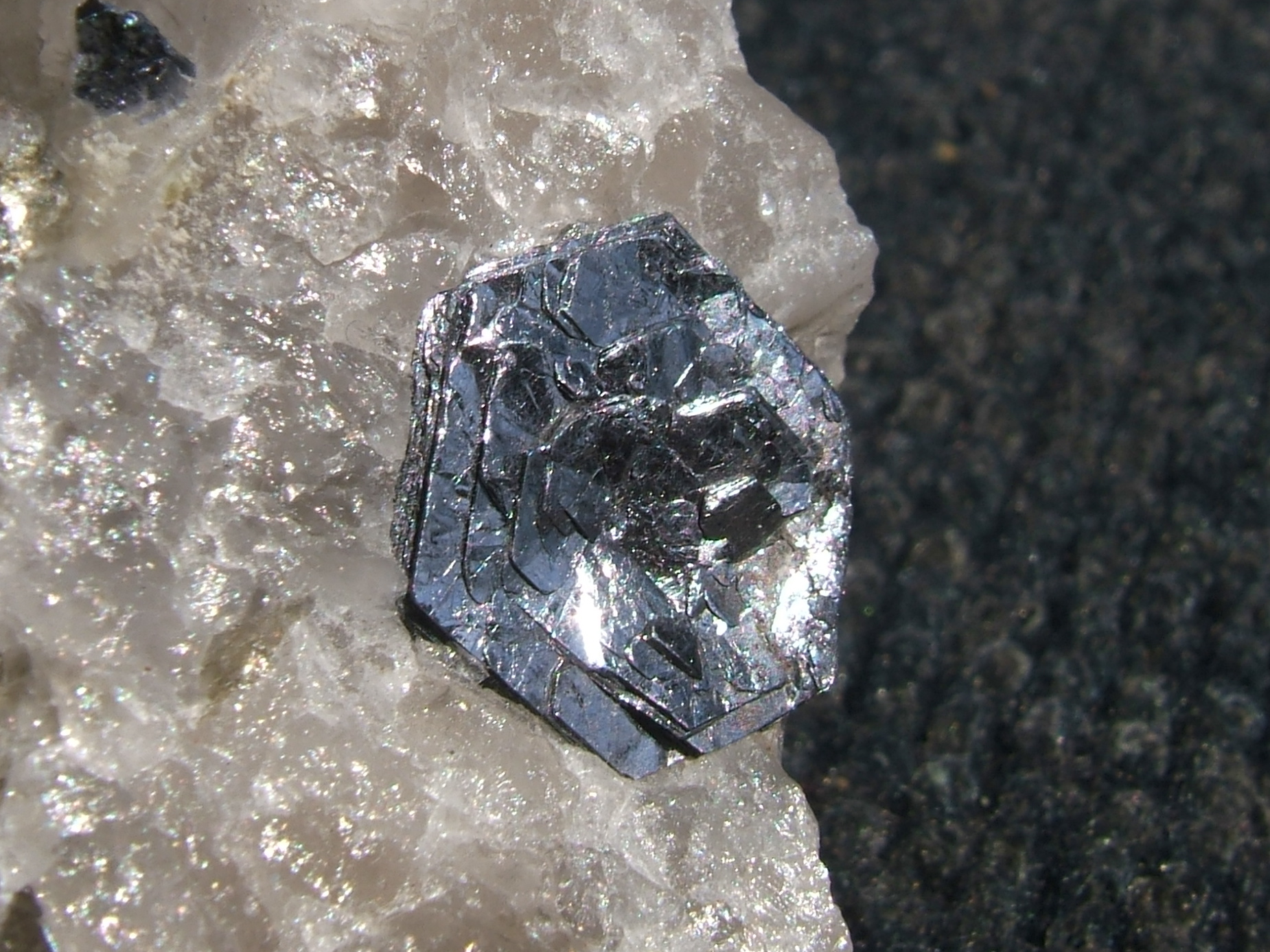
Molibdenita en cristal.

La principal fuente de molibdeno es el mineral molibdenita (MoS2). También se puede encontrar en otros minerales, como la wulfenita (PbMoO4) y la powellita (CaMoO4). El molibdeno se obtiene de la minería de sus minerales y como subproducto de la minería del cobre, siendo esta última el principal modo de explotación comercial; el molibdeno está presente en las minas en un rango de entre un 0,01 y un 0,5 %. Aproximadamente la mitad de la producción mundial de molibdeno se localiza en Estados Unidos.
Los mayores productores del mundo de materiales de molibdeno son los Estados Unidos, China, Chile, Perú y Canadá. El molibdeno es un mineral extraído, y también se recupera como un subproducto de la extracción de cobre y wolframio. Las grandes explotaciones mineras en Colorado extraen molibdenita como su producto principal, mientras que muchos depósitos de pórfidos de cobre, como la mina Bingham Canyon en Utah y la mina de Chuquicamata, en el norte de Chile producen molibdeno como subproducto de la minería del cobre. La mina Knaben en el sur de Noruega se abrió en 1885, convirtiéndose en la primera mina de molibdeno. Se mantuvo abierta hasta 1973.
El molibdeno es el 54.º elemento más abundante en la corteza terrestre y el 25.º elemento más abundante en los océanos, con un promedio de 10 ppm.
La molibdenita se calienta a una temperatura de 700 °C y el sulfuro se oxida en óxido de molibdeno (VI) por vía aérea:
2 MoS2 + 7 O2 → 2 MoO3 + 4 SO2
El mineral oxidado se calienta a 1100 °C para sublimar el óxido, o crear lixiviados con el amoníaco, que reacciona con el óxido de molibdeno (VI) para formar molibdatos solubles en agua:
MoO3 + 2 NH4OH → (NH4)2(MoO4) + H2O
La molibdenita de cobre es menos soluble en amoniaco. Para eliminarlo completamente desde la solución, es precipitado con sulfuro de hidrógeno.
El molibdeno puro es producido por la reducción del óxido con hidrógeno, mientras que el molibdeno que se usa para la producción de acero se reduce por la reacción aluminotérmica con la adición de hierro para producir ferromolibdeno. Una forma común de ferromolibdeno contiene 60 % de molibdeno.
El molibdeno tiene un valor de aproximadamente $30 000 por tonelada en agosto de 2009. Se mantenía un precio en o cerca de $10 000 por tonelada entre 1997 y 2003, y alcanzó, debido al aumento de la demanda, un máximo de $103 000 por tonelada en junio de 2005. En 2008, la Bolsa de Metales de Londres anunció que el molibdeno se negocia como uno de los productos básicos en el intercambio.
| 1.  | China          | 130.000 |
| 2.  | Chile          | 56.000  |
| 3.  | Estados Unidos | 43.600  |
| 4.  | Perú           | 30.400  |
| 5.  | México         | 16.600  |
| 6.  | Armenia        | 5.000   |
| 7.  | Canadá         | 3.900   |
| 8.  | Irán           | 3.500   |
| 9.  | Rusia          | 2.800   |
| 10. | Mongolia       | 1.800   |

Fuente: USGS.

## Papel biológico
Es el único elemento de la segunda serie de transición al que se le ha reconocido su esencialidad. El molibdeno se encuentra en la naturaleza en el rango de las partes por millón (ppm). Se encuentra en una cantidad importante en el agua de mar en forma de molibdatos (MoO42-), y los seres vivos pueden absorberlo fácilmente de esta forma.
El molibdeno se encuentra en el llamado cofactor de molibdeno (coMo) en distintas oxotransferasas, con la función de transferir átomos de oxígeno del agua (H2O) a la vez que se produce la transferencia de dos electrones. Algunas de las enzimas que contienen este cofactor son la xantina oxidasa (que oxida la xantina a ácido úrico), la aldehído oxidasa (que oxida los aldehídos, así como las aminas y los sulfuros en el hígado), la sulfito oxidasa (que oxida sulfitos en el hígado), y la nitrato reductasa (importante en el ciclo del nitrógeno en las plantas).

### Bioquímica
El molibdeno en los seres vivos es un heteroátomo de metal en el sitio activo en ciertas enzimas. En la fijación de nitrógeno en algunas bacterias, la enzima nitrogenasa participa en la etapa terminal de la reducción de nitrógeno molecular, por lo general contiene molibdeno en su sitio activo (aunque la sustitución de Mo con hierro o vanadio también es conocida). La estructura del centro catalítico de la enzima es similar a la de las proteínas hierro-azufre, que incorpora 2 moléculas (Fe4S3 y MoFe3S3).
En 2008, se informó de que la escasez de molibdeno en los océanos de la Tierra primitiva era un factor limitante en la evolución de la vida de los seres eucariotas (que incluye todas las plantas y animales) como los eucariotas no pueden fijar el nitrógeno y debe adquirir de las bacterias procariotas. La escasez de molibdeno da como resultado la relativa falta de oxígeno en el océano primitivo. El oxígeno disuelto en el mar ayuda a disolver los minerales de molibdeno en el fondo del mar. Sin embargo, aunque el oxígeno puede favorecer la fijación del nitrógeno a través de la toma de molibdeno disponible en el agua, también afecta a los venenos de estas enzimas nitrogenasas, por lo que los organismos que sigue para fijar el nitrógeno en condiciones aeróbicas están obligados a aislar a sus enzimas que fijan el nitrógeno en heterocistos, o estructuras similares.

El cofactor de molibdeno contiene compuestos orgánicos de molibdopterina llamados complejos, que se une a un molibdeno a través del óxido de azufre.

Los compuestos de molibdeno, tienen formas diversas moléculas orgánicas (como carbohidratos y aminoácidos) y se transporta a través del cuerpo humano como MoO42-. Al menos 50 enzimas que contienen molibdeno son conocidos, principalmente en las bacterias, y su número aumenta con cada año; las enzimas incluyen la aldehído oxidasa, sulfito oxidasa y la xantina oxidasa. En algunos animales y en humanos, se cataliza la oxidación de la xantina a ácido úrico, un proceso de catabolismo de las purinas, por la xantina oxidasa, una enzima que contiene molibdeno. La actividad de la xantina oxidasa es directamente proporcional a la cantidad de molibdeno en el cuerpo. Sin embargo, una alta concentración de molibdeno se invierte la tendencia y puede actuar como un inhibidor, tanto en el catabolismo de las purinas y otros procesos. Las concentraciones de molibdeno también afectan a la síntesis de proteínas, el metabolismo y el crecimiento.
En los animales y las plantas, estas enzimas usan el molibdeno como un cofactor. Todos los seres vivos que utilizan enzimas de molibdeno hasta ahora identificadas en la naturaleza, usan este cofactor, salvo por la nitrogenasa, que fija el nitrógeno en algunas bacterias y cianobacterias. Las enzimas de molibdeno en las plantas y animales catalizan la oxidación y la reducción a veces de ciertas moléculas pequeñas, como parte de la regulación de nitrógeno, azufre y los ciclos del carbono.

### Humanos con deficiencia alimentaria
El cuerpo humano contiene alrededor de 0,07 mg de molibdeno por kilogramo de peso. Se presenta en altas concentraciones en el hígado, los riñones y en las vértebras. El molibdeno también está presente en el esmalte de los dientes humanos y puede ayudar a prevenir su deterioro. La carne de cerdo, la carne de cordero y el hígado de res tienen cada uno alrededor de 1,5 ppm de molibdeno. Otras fuentes alimenticias significativas son las judías verdes, huevos, semillas de girasol, harina de trigo, lentejas y granos de cereales.
La ingestión diaria promedio de molibdeno varía entre 0,12 y 0,24 mg, pero depende del contenido de molibdeno de los alimentos. La toxicidad aguda no se ha visto en los seres humanos, y depende en gran medida del estado químico. Aunque los datos de toxicidad humana no están disponibles, los estudios en animales han demostrado que la ingesta crónica de más de 10 mg/día de molibdeno puede causar diarrea, retraso en el crecimiento, infertilidad, y bajo peso al nacer. También puede afectar a los pulmones, los riñones y al hígado. El tungstato sódico es un inhibidor competitivo de molibdeno, y su dieta reduce la concentración de molibdeno en los tejidos.
La deficiencia dietética de molibdeno desde su concentración bajo la superficie terrestre se ha asociado con mayores tasas de cáncer de esófago en partes de China e Irán. En comparación con Estados Unidos, que tiene una mayor oferta de molibdeno en el suelo, las personas que viven en estas áreas tienen un riesgo aproximadamente 16 veces mayor para el carcinoma esofágico de células escamosas.

### Enfermedades relacionadas
Un cofactor de molibdeno observado en los lactantes, termina con la capacidad del cuerpo para el uso del molibdeno en las enzimas. Hace que los altos niveles de sulfito y ácido úrico, y el daño neurológico. La causa es la incapacidad del cuerpo para sintetizar el cofactor de molibdeno, una molécula que se une con cadenas heterocíclicas de molibdeno en el sitio activo de todas las enzimas conocidas que utilizan el molibdeno.

### Antagonismo del cobre
Los altos niveles de molibdeno pueden interferir con la absorción de cobre, produciendo deficiencia de cobre. El molibdeno evita las proteínas plasmáticas de unión al cobre, y también aumenta la cantidad de cobre que se excreta en la orina. Los rumiantes que consumen altas cantidades de molibdeno presentan síntomas como diarrea, pérdida de crecimiento, anemia y achromotrichia (pérdida del pigmento del cabello). Estos síntomas pueden ser aliviados por la administración de más cobre en el cuerpo, tanto en forma como por dieta y por inyección. La condición puede ser agravada por el exceso de azufre.
La reducción o la deficiencia de cobre también puede ser inducida deliberadamente con fines terapéuticos por el compuesto de amonio tetratiomolibdato, en la que el anión tetratiomolibdato brillante de color rojo es el agente "quelante" de cobre. El tetratiomolibdato fue utilizado por primera vez en el tratamiento de la toxicosis de cobre en los animales. Fue entonces cuando se introdujo como un tratamiento en la enfermedad de Wilson, un trastorno hereditario del metabolismo del cobre en los seres humanos, que actúa a la vez compitiendo con la absorción de cobre en el intestino y el aumento de la excreción. También se ha encontrado para tener un efecto inhibidor de la angiogénesis, posiblemente a través de la inhibición de iones de cobre, en el proceso de translocación de membrana participando una vía de secreción no clásica. Esto hace que sea un tratamiento interesante de investigación para el cáncer, la degeneración macular asociada a la edad y otras enfermedades causan un depósito excesivo de molibdeno en los vasos sanguíneos.

## Isótopos
El molibdeno tiene seis isótopos estables y cerca de dos docenas de radioisótopos, la mayor parte con periodos de semidesintegración del orden de segundos. El 99Mo se usa en los generadores de 99Mo/99mTc para la industria de isótopos nucleares. Se estima que este mercado de productos de 99Tc mueve unos 100 millones de euros al año. Estos generadores son muy usados para producir radiofármacos con tecnecio que se usan en medicina nuclear.
Se conocen 35 isótopos del molibdeno que van en masa atómica 83 a 117, así como cuatro isómeros nucleares. Siete isótopos se producen naturalmente, con las masas atómicas de 92, 94, 95, 96, 97, 98 y 100. De estos isótopos naturales, solo el molibdeno-92 y el molibdeno-100 son inestables. Todos los isótopos inestables se encuentran en los isótopos de molibdeno, niobio, tecnecio y rutenio.
El molibdeno-98 es el isótopo más abundante, y representa el 24,14 % del total de molibdeno. El molibdeno-100 tiene una vida media de alrededor de 1019 años y sufre una doble desintegración beta en el rutenio-100. Los isótopos de molibdeno con números de masa 111 a 117 tienen una vida media de aproximadamente 150 ns.

## Precauciones
El humo y el polvo del molibdeno pueden ser generados por la minería o la metalurgia, pueden ser tóxicos, especialmente si se ingieren. Los niveles bajos de exposición prolongados pueden causar irritación en los ojos y la piel. La inhalación o ingestión directa de molibdeno y sus óxidos se debe evitar. OSHA especifica la cantidad máxima admisible de exposición de molibdeno en una jornada de 8 horas de 5 mg/m³. La exposición crónica a 60 a 600 mg/m³ puede causar síntomas como fatiga, dolores de cabeza y dolores en las articulaciones.